# Palazzo presidenziale Ak Orda
Il Palazzo presidenziale Ak Orda (in kazako: Ақорда, Aqorda, letteralmente "l'orda bianca") è la sede e la residenza ufficiale del Presidente del Kazakistan. Si trova nella capitale, Astana.

Situato sulla riva sinistra del fiume Išim, ospita anche il personale dell'amministrazione presidenziale.

## Architettura
L'edificio fu costruito in tre anni ed ufficialmente inaugurato nel 2004. È stato costruito dal gruppo Mabetex, fondato da Behgjet Pacolli, terzo presidente del Kosovo e il 1° Vice Primo Ministro del Kosovo.
Il colore oro è posto in particolare rilievo in tutto il complesso e ventuno tipi di marmo sono stati utilizzati per i modelli di pavimento.

### Esterni

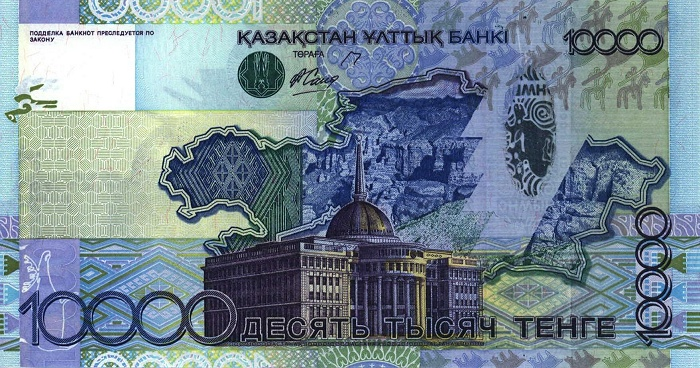
Ak Orda sulle banconote kazake

Il palazzo, dalla forma piuttosto squadrata, è sormontato da una cupola blu e oro con una guglia. Questa guglia d'oro in cima alla cupola include un sole con 32 raggi al suo apice e anche un'aquila che vola sotto il sole. 
Ha il record di palazzo presidenziale più alto del mondo con un'altezza di 80 metri (compresa la guglia).

## Interni

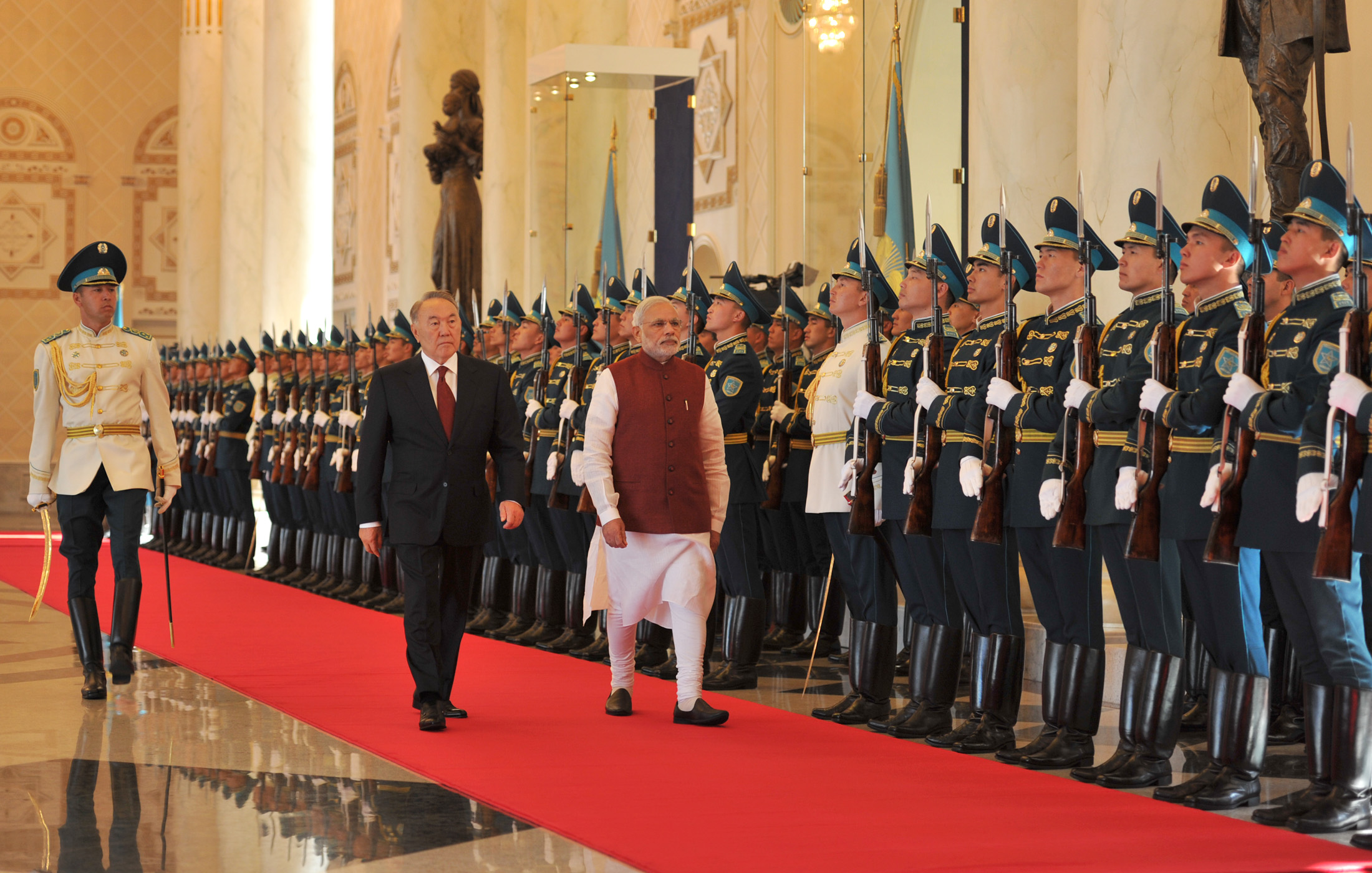
L'allora presidente kazako Nursultan Nazarbayev e il Primo ministro indiano Narendra Modi ispezionano la guardia d'onore nel palazzo (2015)

Il primo piano comprende un atrio, la sala per le conferenze stampa, la sala di gala, e il giardino d'inverno. Il secondo piano comprende uffici, mentre il terzo piano è utilizzato per eventi internazionali, e comprende varie sale (Sala di Marmo; Sala d'Oro; Sala Ovale; Sala Orientale, costruita in forma di una iurta, e la sala delle trattative estese). Il quarto piano include un altro atrio, una sala riunioni per il governo della Repubblica e la biblioteca.